# Cedeira (kommunhuvudort)
Cedeira är en kommunhuvudort i Spanien.   Den ligger i provinsen Provincia da Coruña och regionen Galicien, i den nordvästra delen av landet, 500 km nordväst om huvudstaden Madrid. Cedeira ligger 21 meter över havet och antalet invånare är 7 455.
Terrängen runt Cedeira är huvudsakligen kuperad, men åt nordväst är den platt. Havet är nära Cedeira åt nordväst. Runt Cedeira är det ganska tätbefolkat, med 80 invånare per kvadratkilometer. Närmaste större samhälle är Santa Marta de Ortigueira, 16,8 km öster om Cedeira. 